# 珍·福克納
珍·福克納（英語：Jan Faulkner，1953年—2013年），是一位英國敲擊樂演奏家、敲擊樂教育家及敲擊樂作曲家，並在2013年因為不敵癌症而去世。

## 音樂生涯

### 演奏生涯
珍·福克納在英國曼徹斯特的皇家北方音樂學院學習敲擊樂、定音鼓及鋼琴。在大學期間就讀期間，珍·福克納被波茅斯交響樂團任命為敲擊樂及定音鼓的聲部首席，並一直擔任首席直到1985年。

### 教學生涯
在從事專業演奏的同時，珍·福克納逐漸把時間轉到教學領域，並為教育工作者及各個年齡層的音樂學生舉辦工作坊。珍·福克納擔任了威爾斯克斯德爾中學的駐校敲擊樂導師長達16年，一直致力為學校及當地社區建立聯繫。

### 作曲生涯
在威爾斯生活時，珍·福克納發揮了她的作曲才能，創作了大量短小，易於理解和令人愉悅的作品，以激勵初學敲擊樂演奏者的學習興趣。珍·福克納將器樂演奏視為一種團體合奏的活動而不是個人獨奏的活動，故她所創作的樂曲伴奏非常簡單，因此非專業演奏鋼琴的敲擊樂老師亦可以順利演奏樂曲的鋼琴伴奏。珍·福克納一直在市政廳音樂及戲劇學院（後來稱為倫敦聖三一學院）擔任器樂考試的考官。在2006年，珍·福克納參與了倫敦聖三一學院的編寫定音鼓，小鼓及鍵盤敲擊樂考試大綱的小組，並與米高·斯基納及傑恩·奧布拉多維奇一起為倫敦聖三一學院創作了大量敲擊樂考試的樂曲。珍·福克納充滿激情地相信，樂器演奏考試為考生們提供了慶祝自己取得成就的機會。無論是作為老師，伴奏者還是考官，都具有激發表演者信心的能力及機會。在2019年，英國皇家音樂學院聯合委員會發布了新一期敲擊樂考試大綱，當中亦有珍·福克納的作品。

## 出版書籍
- [5]
- [6]
- [7]